# 함열여자중학교
함열여자중학교(咸悅女子中學校)는 대한민국 전북특별자치도 익산시 함열읍 남당리에 있는 사립 중학교이다.

## 학교 연혁
- 1960년 12월 31일 : 함열여자중학교 설립인가(학교법인 삼성학원) 설립
- 1960년 12월 31일 : 초대 김이환 이사장 취임
- 1961년 4월 11일 : 개교 및 입학식, 초대 교장 신춘자 선생 취임
- 1976년 2월 3일 : 15학급 인가
- 1990년 12월 30일 : 신축교사 21교실 완공
- 1995년 3월 2일 : 제5대 김이환 이사장 취임
- 1997년 12월 7일 : 3교실 증축
- 2024년 2월 7일 : 제61회 졸업식(36명, 총 졸업생 수 9,314명)
- 2024년 3월 1일 : 제17대 교장 박진채 취임

## 참고 자료
- 함열여자중학교 - 한국교육학술정보원 학교알리미